# XIe siècle av. J.-C.
IIIe millénaire av. J.-C. |
IIe millénaire av. J.-C. |
Ier millénaire av. J.-C.
../.. |
XIIIe siècle av. J.-C. |
XIIe siècle av. J.-C. |
XIe siècle av. J.-C. |
Xe siècle av. J.-C. |
IXe siècle av. J.-C. |
../..
Années 1090 av. J.-C. | Années 1080 av. J.-C. | Années 1070 av. J.-C. | Années 1060 av. J.-C. | Années 1050 av. J.-C. 
 Années 1040 av. J.-C. | Années 1030 av. J.-C. | Années 1020 av. J.-C. | Années 1010 av. J.-C. | Années 1000 av. J.-C.
Voir aussi : Liste des siècles, Chiffres romains

## Événements
- Vers 1100 av. J.-C. : après avoir refoulé les Mushki de la Mésopotamie vers 1110 av. J.-C., le roi d’Assyrie Tiglath-Phalazar Ier atteint la côte phénicienne où il reçoit le tribut d’Arwad, de Byblos et de Sidon[1].
- Vers 1051 av. J.-C. : Siège de Jérusalem (1051 av. J.-C.)
- Vers 1069 av. J.-C. : en Égypte, sous le règne de Ramsès XI, le clergé d'Amon, devenu une véritable dynastie, prend le pouvoir en Haute-Égypte. C'est la fin du Nouvel Empire et le début de la Troisième Période intermédiaire[2].

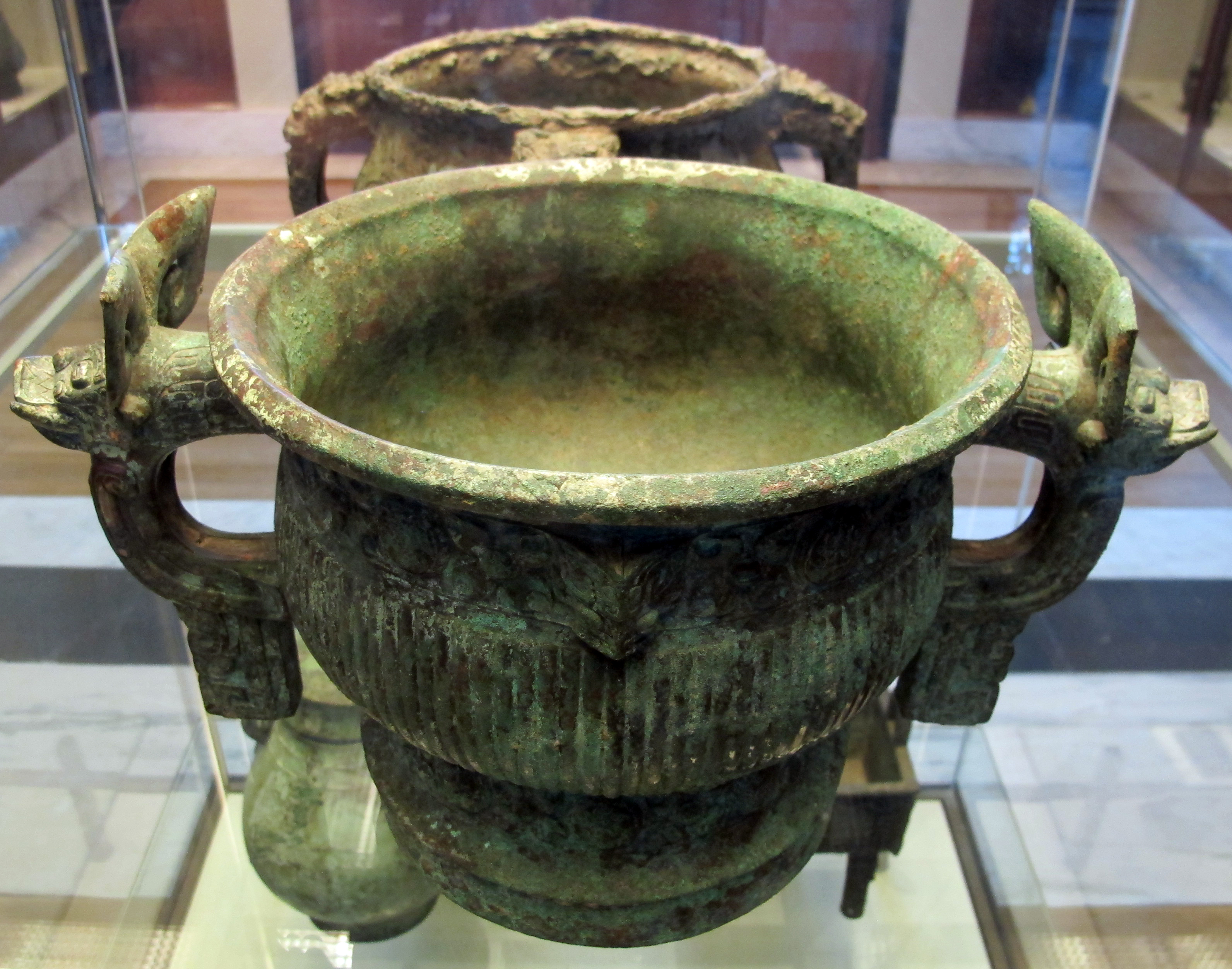
Gui de Kang Hou.

- Vers 1046 av. J.-C. : fin de la dynastie Shang en Chine et début de la dynastie Zhou de l'Ouest[3]. Premiers objets de fer. Consolidation et perfectionnement de l’administration permettant de réunir et répartir les ressources économiques et militaires. Introduction du soja et pratique de la jachère. Les haricots de soja entrent dans un système de rotation des cultures avec le millet. Les terres sont réparties en parcelles carrées divisées neuf fois. Les huit parcelles extérieures sont exploitées par huit familles de paysans qui cultivent également la parcelle centrale dont la récolte est destinée à la noblesse. Poursuite de la production de vases cérémoniels de bronze sur lesquels les souverains Zhou font graver les ordres qu’ils donnaient à leurs ministres. Des jarres et des pots sont fabriqués, dont la facture est proche des bronzes rituels, pour accompagner les morts dans leurs tombes. Ces grès archaïques légèrement ocrés montrent de nombreuses zébrures vitrifiées et annoncent les céladons.

### Europe
- Vers 1104 av. J.-C. : selon Diodore de Sicile, les Phéniciens fondent Gadès (Cadix) dans le royaume de Tartessos (trafic des minerais), en Espagne[1]. En réalité, cette fondation daterait du VIIIe siècle av. J.-C.
- Vers 1100 av. J.-C. : fin de l'édification du complexe mégalithique de Stonehenge[4].
- 1100-800 av. J.-C. : période de Hallstatt B[5].

Colonisation grecque de l'Asie Mineure.

- 1200–1050 av. J.-C. : Helladique Récent III C2 en Grèce (Submycénien)[6]. Le monde mycénien est envahi par des groupes ethniques grecs qui habitaient en dehors de la Grèce et qui pratiquaient le nomadisme pastoral. Ils sont couramment appelés « Doriens », mais sont accompagnés d'autres ethnies dont les Béotiens, les Phocidiens, les Locriens, les Ainianes, les Étoliens, les Magnètes, les Thessaliens. Seules l'Attique et l'Arcadie sont épargnées[7]. L’historicité de l’invasion dorienne n’a jamais pu être démontrée. Selon la tradition, les Doriens envahissent le Péloponnèse, puis la Crète, Rhodes, Cnide, Halicarnasse et la Carie (hexapole dorienne)[8]. Toujours selon les historiens antiques (Hérodote), les Ioniens d’Attique, chassés par le « retour des Héraclides », migrent vers Milet, Samos, Chio, Délos… Les Éoliens s’installent en Asie (Éolide), à Lesbos et Smyrne à partir des environs de 1050 av. J.-C. La présence de poteries protogéométriques (vers 1050-900 av. J.-C.) à Smyrne et Délos semble confirmer ces migrations[9]. Si les sources antiques présentent les migrations ionienne et dorienne comme des évènements limités dans le temps, désormais ils sont associés à des mouvements lents de population en Grèce continentale et vers le littoral de l’Asie mineure[10]. L’apparition de la Polis aux IXe et VIIIe siècles av. J.-C. résulte d’un long processus amorcé dès la fin des « siècles obscurs » aux Xe et IXe siècles av. J.-C. en particulier en Asie mineure8[11]. La rupture de l’usage de l’écriture est compensée par la continuité de la tradition orale dans le monde grec : née dans les centres mycéniens, la tradition épique est apportée en Asie Mineure par des peuples parlant un dialecte éolien où elle aurait été empruntée par les Ioniens. Elle utilise un langage artificiel qui s’inspire du dialecte ionien d’Asie Mineure mais aussi de nombreux éléments de l’éolien et de certains traits spécifiques du mycénien qui ne subsistent que dans l’arcadochypriote[12].
- 1100–800 av. J.-C. : occupation du village insulaire de Wasserburg Buchau (de) sur le lac de Federsee (Allemagne du sud). D’abord constitué de 38 maisons à pièce unique (XIe siècle), entouré d’une palissade de plus de 15 000 pieux. Le site, abandonné à la suite de la montée des eaux du lac, est réoccupé vers 900 av. J.-C. Neuf maisons tripartites y sont édifiées en rondins, avec des parois extérieures en pissé, et une palissade est reconstruite[13]. Le village sera détruit par le feu et abandonné vers 800 av. J.-C.
- 1050-900 av. J.-C. : période protogéométrique dans la céramique en Grèce. Début de l’âge du fer[6]. Apparition du fer en Crète, qui maintient des relations avec Chypre (couteaux en fer à rivet de bronze)[12].

## Personnages significatifs
- Tiglath-Phalazar Ier, roi d'Assyrie
- Psousennès Ier, pharaon d'Égypte
- Amenhotep, Grand prêtre d'Amon à Thèbes